# أوليفييه مسيان
اوليفييه مسيان  (بالفرنسية: Olivier Messiaen)(10 ديسمبر 1908 - 27 أبريل 1992) كان ملحناً فرنسًاُ وعازف أرغن وأخصائي في علم الطيور، ويُعد واحد من كبار الملحنين في القرن العشرين، تتميز موسيقاه بأنها معقدة بشكل متوازن ومتناسق، ويستخدم وسائل تبديل محدودة 
سافر على نطاق واسع وكتب العديد من الأعمال المستوحاة من تأثيرات موسيقى متنوعة مثل الموسيقى اليابانية، والمناظر الطبيعية من برايس كانيون
في عام 1940 تم أخذ مسيان كأسير حرب، وقام خلال فترة أسره بعزف قطعة موسيقية من خلال أربعة أدوات متاحة هي البيانو والكمان والتشيلو والكلارينيت. وقام بإجراء أول قطعة من قبل مسيان وزملائه السجناء للجمهور من السجناء وحراس السجن. عين أستاذا للانسجام بعد فترة وجيزة إطلاق سراحه في عام 1941، وأستاذ التكوين في عام 1966 في المعهد الموسيقي باريس، شغل حتى تقاعده في عام 1978. له العديد من التلاميذ المتميزين مثل كوينسي جونز، بيير بوليه، كارلهاينز شتوكهاوزن وايفون لورد، التي أصبحت زوجته الثانية.

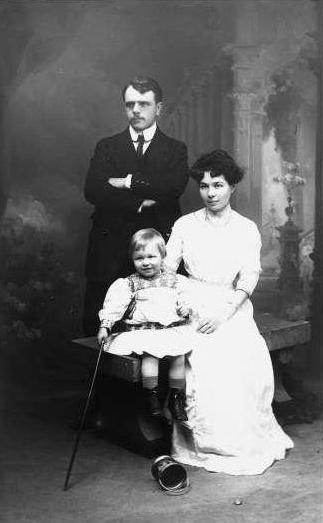
مسيان مع والداه في عام 1910

## روابط خارجية
- أوليفييه مسيان على موقع IMDb (الإنجليزية)
- أوليفييه مسيان على موقع الموسوعة البريطانية (الإنجليزية)
- أوليفييه مسيان على موقع مونزينجر (الألمانية)
- أوليفييه مسيان على موقع ألو سيني (الفرنسية)
- أوليفييه مسيان على موقع ميوزك برينز (الإنجليزية)
- أوليفييه مسيان على موقع أول موفي (الإنجليزية)
- أوليفييه مسيان على موقع إن إن دي بي (الإنجليزية)
- أوليفييه مسيان على موقع أول ميوزيك (الإنجليزية)
- أوليفييه مسيان على موقع ديسكوغز (الإنجليزية)
- أوليفييه مسيان على موقع قاعدة بيانات الفيلم (الإنجليزية)